# Tous en selle avec Bibi et Tina
Tous en selle avec Bibi et Tina (Alle Sattel mit Bibi und Tina) est une série télévisée d'animation d'origine allemande en 46 épisodes de 26 minutes et diffusée entre le 3 juillet 2004 et 2011. Bibi est également un personnage de la série Bibi, nom d'une sorcière.
En France, cette série est diffusée régulièrement sur Gulli.

## Synopsis
Bibi est une jeune fille qui passe ses vacances dans un centre équestre. Elle y rencontre Tina dont elle devient l'amie. C'est avec elle qu'elle va aider madame Martin, la directrice de l'établissement, à sauver le centre promis à la fermeture...

## Voix françaises
- Jennifer Fauveau : Bibi Blocksberg
- Charlyne Pestel : Tina Martin
- Kelyan Blanc : Alexandre de la Grandpierre
- Marie-Laure Dougnac : Mme Martin
- Stéphane Ronchewski : Roger Martin
- Georges Caudron : le Comte François de la Grandpierre
- Bernard Tiphaine : le fermier
- Marie Millet : Maya
- Laurent Mantel : le père de Maya, Dr Robert Écureuil
- Geneviève Doang : Emily
- Claude Larry : le baron
- Vincent Barazzoni : Léon

## Liste des épisodes

### Première saison (2004)
1. Des vacances chez les Martin (Ferien auf dem Martinshof)
2. Le Poulain de Samana (Sabrinas Fohlen)
3. Les chevaux sauvages (Die Wildpferde)
4. La Marque du maître-sellier (Der verhexte Sattel)
5. La Lettre d'amour (Der Liebesbrief)
6. Alexandre à l'internat (Alex und das Internat)

### Deuxième saison (2007)
1. Le Cheval fantôme (Das Gespensterpferd)
2. Tina en danger (Tina in Gefahr)
3. Les Chevaux sont malades (Die Pferde sind krank)
4. Papa monte à cheval (Papi lernt reiten)
5. Un poney à dorloter (Ein Pony zum Knuddeln)
6. Le Maréchal-ferrant (Der Hufschmied)
7. Le Poney du cirque (Das Zirkuspony)

### Troisième saison (2009)
1. La Dette (Die geheimnisvolle Statue)
2. Le Voleur de chiens (Der Hundedieb)
3. Les Contrebandiers (Die Schmugglerpferde)
4. La Fête de famille (Das Schlossfest)
5. Aventures dans la ruine (Abenteuer in der Burgruine)
6. Samana a disparu (Sabrina wird entführt)
7. À qui le prix ? (Ein Preis für den Martinshof)

### Quatrième saison (2010)
1. Le Concours de western (Das Westernturnier)
2. La Grande course (Das große Wettreiten)
3. Drôle de cheval (Das Pferd in der Schule)
4. Le Chuchoteur (Der Pferdeflüsterer)
5. Félix, star de cinéma (Felix, der Filmstar)
6. Une course déloyale (Ein unfaires Rennen)

### Cinquième saison (2011)
1. Spuk auf der Ferieninsel
2. Nadja und Nafari
3. Das zottelige Trio
4. Gestüt Szendrö in Gefahr
5. Amadeus verliebt sich
6. Wirbel um die Pferdegala
7. Das Pferdequiz
8. Der Schatz der Schimmelreiter
9. Trubel in der Wolfsschlucht
10. Das rätselhafte Mädchen
11. Aufregung auf dem Kupferberg
12. Das Mittelalterfest
13. Ein falscher Verdacht
14. Wölfe in Falkenstein
15. Janoschs Geburtstag
16. Der Austauschschüler
17. Der Birkenhof
18. Der kleine Ausreißer
19. Der Sheriffstern des Grafen
20. Das Wildniscamp